# Yakovlev UT-1

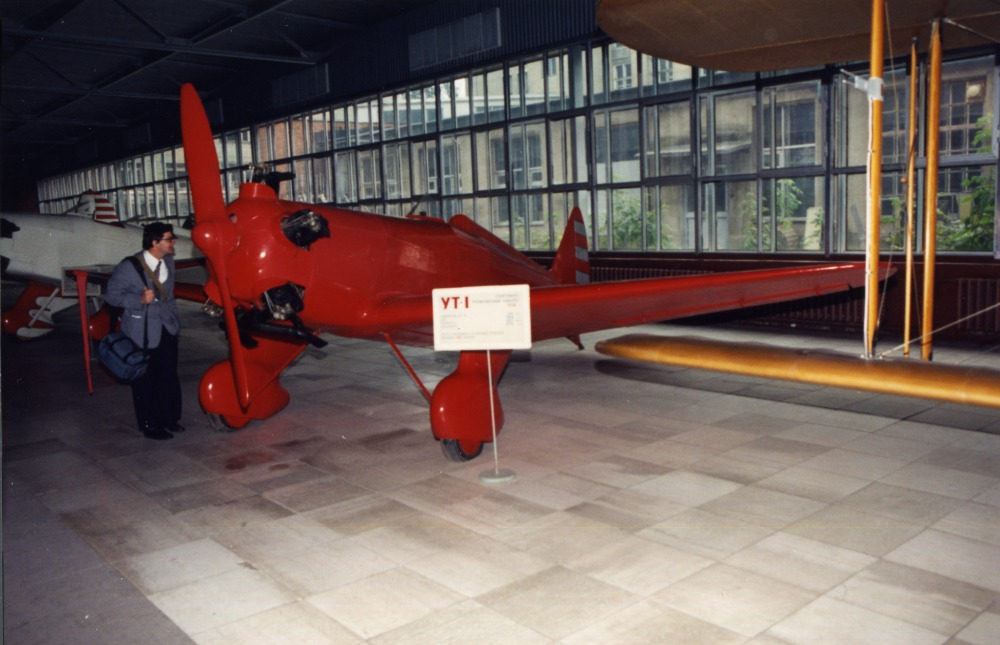
Một chiếc UT-1

Yakovlev UT-1 (tiếng Nga: УТ-1) là một máy bay huấn luyện một chỗ được sử dụng trong Không quân Xô Viết từ năm 1937 đến cuối những năm 1940.

## Lịch sử
UT-1 được thiết kế như một máy bay huấn luyện một chỗ cao cấp và máy bay biểu diễn trên không, một phiên bản bổ sung của phiên bản huấn luyện 2 chỗ hiện đại khác là UT-2. UT-1 rất giống với UT-2 trong cấu trúc và vẻ ngoài, nhưng nó nhỏ hơn. Loại máy bay mới, chỉ như UT-2, được thiết kế bởi đội kỹ sư Yakovlev. Mẫu đầu tiên, có tên gọi là AIR-14, bay lần đầu tiên vào năm 1935.
Sau một số thay đổi, AIR-14 được chấp nhận đưa vào sản xuất hàng loạt. Trong số những sự cải tiến đó, động cơ cánh quạt Shvetsov M-11 (75 kW, 100 hp) đã được thay thế bởi loại động cơ mạnh hơn là M-11G (86 kW, 115 hp). Và máy bay được công nhận có tên gọi là UT-1, đó là từ viết tắt của: uchebno-trenirovochnyi (учебно-тренировочный) - "máy bay huấn luyện sơ cấp/cao cấp" (dù với tên gọi đó, nó vẫn không thích hợp cho việc huấn luyện sơ cấp)
UT-1 được sử dụng như một máy bay chuyển tiếp giữa UT-2 và máy bay chiến đấu giống như I-16. Nó là một máy bay rất khó bay, không phù hợp cho những người mới tập luyện, nhưng lại dễ dùng hơn I-16. Vào năm 1939, máy bay được sửa đổi bằng việc di chuyển động cơ lên phía trước 26 cm, điều này cải thiện cách hoạt động của động cơ. Trong thời gian sản xuất, động cơ M-11E (112 kW, 150 hp) cũng được sử dụng. Những phi công Xô Viết phá vỡ một số kỷ lục bay khi bay trên UT-1 trước khi chiến tranh thế giới II xảy ra, một số kỷ lục được thực hiện trên những phiên bản UT-1 có gắn phao ở càng. Có tổng số 1.241 máy bay được sản xuất trong khoảng thời gian giữa tháng 12-1936 và 1940.
Trong suốt chiến tranh thế giới II, từ năm 1941, UT-1 được sử dụng để trinh sát. Một số máy bay khác được sử dụng vào những trận chiến, sau nó được lắp súng máy và rocket ở dưới cánh. Vào tháng 2-1942, khoảng 50 chiếc UT-1 được chuyển đổi trong các xưởng chế tạo sửa chữa để trở thành máy bay tấn công mặt đất có tên gọi là UT-1B (УТ-1б), nó được trang bị 2 súng máy và 2-4 quả rocket. Chúng được sử dụng tại các đơn vị không quân trong Hạm đội biển Đen ở Sevastopol và Kavkaz.

## Các phiên bản
Các phiên bản thử nghiệm
- AIR-15 (UT-15) - máy bay tốc độ, thử nghiệm vào năm 1938 bởi TsAGI
- AIR-18 - UT-1 với một động cơ Renault Bengali (104 kW, 140 hp)
- AIR-21 (Ya-21, UT-21) - AIR-18 với động cơ Renault Bengali 6 (164 kW, 220 hp), thử nghiệm vào năm 1938-1939

## Lực lượng sử dụng
- Liên Xô:
  - Không quân Xô Viết
  - Không quân Hải quân Xô Viết

## Thông số kỹ thuật (UT-1)

### Đặc điểm riêng
- Phi đoàn: 1
- Chiều dài: 5.75 m (18 ft 10 in)
- Sải cánh: 7.3 m (23 ft 11 in)
- Chiều cao: 2.34 m (7 ft 8 in)
- Diện tích : 9.58 m² (103 ft²)
- Trọng lượng rỗng: 420 kg (924 lb)
- Trọng lượng cất cánh: 590 kg (1.298 lb)
- Trọng lượng cất cánh tối đa: N/A
- Động cơ: 1× động cơ cánh quạt Shvetsov M-11G, 86 kW (115 hp)

### Hiệu suất bay
- Vận tốc cực đại: 249 km/h (156 mph)
- Tầm bay: 670 km (419 miles)
- Trần bay: 7.120 m (23.354 ft)
- Vận tốc lên cao: 444 m/min (1.456 ft/min)
- Lực nâng của cánh: 61.6 kg/m² (12.6 lb/ft²)
- Lực đẩy/trọng lượng: 0.15 kW/kg (0.09 hp/lb)

## Nội dung liên quan

### Máy bay có cùng sự phát triển
Yakovlev UT-2

### Danh sách khác
- Danh sách máy bay quân sự giữa hai cuộc chiến tranh thế giới
- Danh sách máy bay trong Chiến tranh Thế giới II
- Danh sách máy bay quân sự của Liên Xô và CIS